# Friday Night Lights – Touchdown am Freitag
Friday Night Lights – Touchdown am Freitag (Originaltitel: Friday Night Lights) ist ein US-amerikanisches Sportdrama aus dem Jahr 2004. Regie führten Peter Berg und Josh Pate, das Drehbuch schrieben David Aaron Cohen und Peter Berg anhand des Buches Friday Night Lights: A Town, a Team, and a Dream von Buzz Bissinger.

## Handlung
Der Film spielt im Jahr 1988 in der Kleinstadt Odessa, im Westen des amerikanischen Bundesstaates Texas. Auf den Spielern der örtlichen High-School-Footballmannschaft, den Permian Panthers (von den Fans „Mojo“ genannt), unter Coach Gary Gaines lastet ein großer Druck. Es gilt, das Texas State Championship zu gewinnen, wenn möglich sogar ungeschlagen. Der gesamte Ort scheint sich diesem Ziel verschrieben zu haben.
Hoffnungsträger des Teams ist der Spieler mit der Nummer 45, James „Boobie“ Miles. Er wird während des Auftakttrainings zur neuen Saison von seinem Onkel L.V. als nahezu perfekter Footballspieler beschrieben, der sämtliche benötigten Qualitäten besitzt, um es in diesem Sport weit zu bringen. Da ein Footballteam aber nicht nur aus einem Spieler besteht, kristallisieren sich schnell auch die anderen Spieler heraus, die für den Film von Bedeutung sind. Quarterback Mike Winchell, der sich liebevoll um seine Mutter kümmert, Don „Fumble“ Billingsley, der unter einem sehr angespannten Verhältnis zu seinem Vater Charles – Alkoholiker und örtliche Football-Legende – leidet, der sehr in sich gekehrte Ivory „Preacher Man“ Christian, Defender Brian „Chavo“ Chavez und Boobie Miles Ersatz-Ersatzmann Chris „Wasserfloh“ Comer, welcher gern aus dem übermächtigen Schatten von Boobie heraustreten würde, und sei es nur, um seiner Freundin zu imponieren.
Das erste Spiel der Saison verläuft zunächst genau nach Plan. Boobie Miles scheint unaufhaltsam zu sein und sichert seinem Team einen gehörigen Vorsprung. Um ihn zu schonen, nimmt Coach Gaines ihn aus dem Spiel und will stattdessen Comer bringen. Comer jedoch kann seinen Helm nicht finden. Also schickt Gaines Boobie, der sowieso nicht raus wollte, wieder aufs Feld. Da geschieht das Unfassbare: Boobie wird von zwei Gegenspielern getackelt und verletzt sich sehr schwer am Knie, was von den Bewohnern der Stadt größtenteils mit Schimpf und Schande für Gaines quittiert wird.
Scheinbar sitzt der Schock sehr tief, denn das nächste Spiel geht sang- und klanglos verloren. Im Laufe der Zeit allerdings finden sich die Jungs um Winchell, Billingsley, Christian, Chavez und Comer (er avanciert zum würdigen Ersatz von Miles) wieder und die nächsten Spiele können gewonnen werden.
Dann wartet der, wie von einigen Hörern des örtlichen Radiosenders ausgesagte, erste richtige Test auf die Spieler der Permian Panthers gegen das Team von Midland Lee. Sollten die Panthers dieses Spiel gewinnen, wären sie sicher in den Playoffs um das Texas State Championship, verlören sie allerdings, käme es aufgrund Punktgleichheit zu einem Münzwerfen, welches über das Wohl und Wehe von gleich drei Teams entscheiden würde. Den ausdrücklichen ärztlichen Rat (im Krankenhaus von Midland wurde ein mehrfacher Bänderriss im linken Knie festgestellt) seine Verletzung auszukurieren, ignoriert Boobie und meldet sich zu diesem Spiel zurück mit der Aussage, er fühle sich bereit und könne spielen. Diese Aussage bezahlt er mit dem Ende seiner „Karriere“ bei den Panthers, das Spiel geht verloren und der vorhin angesprochene Münzwurf muss entscheiden, wie es mit den Panthers in dieser Saison weitergeht. Glücklicherweise sind Fortunas Launen den Panthers gewogen, doch wird nun auch gezeigt, gegen wen es in einem möglichen Finale wohl gehen wird, das Team der Dallas Carter Cowboys. Es wird als „Monster von einem Team“ beschrieben und die gezeigten Bilder geben dem Recht.
Beide Teams setzen sich erwartungsgemäß bis zum Finale durch.
Schon im Vorfeld dieses Spiels gibt es Querelen zwischen den Verantwortlichen der Panthers und der Cowboys. So kann man sich etwa vorerst nicht auf einen Austragungsort oder die Anzahl schwarzer und weißer Schiedsrichter einigen. Dem Coach der Cowboys wäre ein Heimspiel und eine rein schwarze Schiedsrichterauswahl am liebsten, da sein Team aus einem ausschließlich schwarzen Bezirk stammt. Man einigt sich schließlich auf einen neutralen Ort (den Astrodome in Houston) und eine gemischte Schiedsrichterauswahl aus schwarzen wie weißen Schiedsrichtern zu gleichen Teilen.
Zu Beginn des Spiels überrollen die körperlich den Panthers überlegenen Spieler von Dallas Carter die Mannschaft um Coach Gaines regelrecht. Es sieht so aus, als würden die Panthers haushoch verlieren. In der Halbzeitpause spricht der Trainer seine Mannschaft darauf an, dass von ihnen immer Perfektion erwartet würde. Für ihn jedoch würde Perfektion nicht bedeuten zu gewinnen, sondern dass jeder Spieler mit Stolz sagen könne, alles gegeben zu haben. Daraufhin entwickelt sich ein Schlagabtausch, der jedoch trotz aufopferungsvollen Kampfes mit einer knappen Niederlage für die Panthers endet.

## Kritiken
Roger Ebert schrieb in der Chicago Sun-Times vom 8. Oktober 2004, der Film demonstriere, mit welcher Macht Sport den Zuschauer hineinziehen könne. Billy Bob Thornton liefere eine „großartige Darstellung“ mit „Bandbreite“ und den richtigen Tönen.
Das Lexikon des internationalen Films schrieb, der Film biete eine „handelsübliche Sport-Erfolgsgeschichte, die sich mit verwaschenem „Look“ um ein 1980er-Jahre Gefühl“ bemühe.
Die Zeitschrift TV Spielfilm 6/2008 schrieb, das „packende, emotionale Drama“ sei „grimmig und wahr“.

## Auszeichnungen
Der Film wurde im Jahr 2005 als Bestes Drama für den Teen Choice Award und für den Young Artist Award nominiert. Als Bester Sportfilm erhielt er 2005 den ESPY Award; als Film des Jahres gewann er 2005 den AFI Film Award.
Tim McGraw wurde im Jahr 2005 für den MTV Movie Award nominiert. Die Drehbuchautoren wurden 2005 für den USC Scripter Award nominiert.

## Hintergründe
Der Film wurde in Houston, in Odessa und in verschiedenen anderen Orten in Texas gedreht. Eine Einstellung des Trailers wurde in Kansas gedreht. Die Produktionskosten betrugen schätzungsweise 30 Millionen US-Dollar. Der Film spielte in den Kinos der USA ca. 61,2 Millionen US-Dollar ein. In einigen Ländern wie Argentinien, Deutschland, Ungarn und Italien wurde der Film direkt auf Video bzw. DVD veröffentlicht.
Der Film inspirierte eine gleichnamige Fernsehserie, die von der National Broadcasting Company produziert und ab Oktober 2006 ausgestrahlt wurde.